# 忻口镇
忻口镇，是中华人民共和国山西省忻州市忻府区下辖的一个乡镇级行政单位。2021年5月，撤销高城乡、曹张乡，合并设立忻口镇。以原高城乡和原曹张乡的行政区域为忻口镇的行政区域。

## 行政区划
忻口镇下辖以下地区：
金山铺村、后淤泥村、前淤泥村、永丰庄村、张村、高城村、王府庄村、忻口村和南铺村。
北兰台村、南曹张村、中曹张村、北曹张村、代郡村、高村、伏虎庄村、令狐庄村、谷村、小智村和解村。